# Cratère Belknap
Le cratère Belknap, en anglais : Belknap Crater, est un volcan bouclier culminant à 2 095 mètres d'altitude dans le centre de l'Oregon, au Nord-Ouest des États-Unis. Il fait partie de la chaîne des Cascades. Il est protégé au sein de la réserve intégrale du Mont Washington et, pour la plus grande partie, de la forêt nationale de Willamette.

## Toponymie
Le cratère Belknap est nommé en l'honneur de J.H. Belknap, un colon installé dans le bassin de la rivière McKenzie et qui a participé à la construction de la route du col McKenzie au début des années 1870.

## Géographie

Carte topographique de la région des Three Sisters (centre gauche) avec le cratère Belknap (coin supérieur gauche).

Le cratère Belknap se situe dans le Nord-Ouest des États-Unis, au centre de l'État de l'Oregon, dans le comté de Linn,. La limite avec le comté de Deschutes passe par une cime secondaire à une centaine de mètres au nord-est du sommet principal. Il se trouve à 25 kilomètres à l'ouest de Sisters, 50 kilomètres au nord-ouest de Bend, tandis que Salem, la capitale de l'État, est à 130 kilomètres au nord-ouest et Portland, la ville la plus peuplée, est à près de 150 kilomètres au nord-nord-ouest. Les côtes de l'océan Pacifique se trouvent à environ 180 kilomètres à l'ouest. Le sommet s'élève à 2 095 mètres d'altitude dans la chaîne des Cascades et surplombe un petit cratère bien prononcé. Sa hauteur de culminance est de 1 352 mètres ; le sommet plus élevé le plus proche est le mont Washington à 5,2 kilomètres au nord, un autre volcan de l'arc volcanique des Cascades. Le cratère Belknap est un volcan bouclier de huit kilomètres de diamètre sur lequel repose un cône de scories. À 1 300 mètres à l'est de celui-ci, sur les pentes du volcan, figure le Little Belknap (littéralement « Petit Belknap »), qui culmine à 1 922 mètres d'altitude ; au sud, le South Belknap Cone (« cône sud ») s'élève à 1 787 mètres d'altitude ; au pied du volcan, respectivement au sud-ouest et au nord-ouest, se trouvent les Twin Craters (« cratères jumeaux ») à 1 611 mètres d'altitude et les Inaccessible Cones (« cônes inaccessibles ») à 1 484 mètres d'altitude,. Le volcan est considéré comme actif et se compose de basalte et de basalte andésitique. L'essentiel de ses pentes est recouvert de coulées de lave relativement récentes, s'étendant une centaine de kilomètres carrés,, peu colonisées par la végétation.

## Histoire
Le volcanisme qui a donné naissance au cratère Belknap apparaît entre 3 000 et 1 500 ans BP. Il produit d'importantes quantités de basalte. Le Little Belknap naît vers 2 900 ans BP,,. South Belknap et les Twin Craters se forment entre 2 800 et 1 700 ans BP. Vers 1 500 ans BP, des téphras sont émis depuis le cratère sommital et, vers 1 400 ans BP, une coulée de lave en direction de l'ouest manque de couper le lit de la rivière McKenzie,,.
La construction de la route du col McKenzie commence en 1872 et permet le passage de chariots. Elle permet de désenclaver la région, peu fréquentée en raison de son faible potentiel en ce qui concerne l'élevage. La route est gravillonnée, puis bitumée dans les années 1930.

## Activités

### Randonnée et ascension
Le Pacific Crest Trail arpente le volcan sur son versant oriental. Son tracé passe entre la cime principale et le Little Belknap,. Après avoir passé ce dernier, en venant de l'observatoire Dee Wright au sud-est, l'accès au sommet du cratère Belknap est possible en quittant le sentier principal et en remontant l'arête septentrionale ; bien que non balisé et traversant des terrains instables, il ne présente pas de difficulté particulière.

### Protection environnementale
Le cratère Belknap est protégé depuis 1964 au sein de la réserve intégrale du Mont Washington dont la superficie atteint 212,5 km2 et qui dispose d'une continuité écologique avec la réserve intégrale Three Sisters au sud. La réserve du mont Washington est gérée conjointement pour les trois quarts par la forêt nationale de Willamette dans sa partie occidentale appartenant au comté de Linn, qui a été créée en 1933 et couvre 6 790 km2, et pour un quart par la forêt nationale de Deschutes, dans sa partie orientale appartenant au comté de Deschutes, qui a été créée en 1908 et couvre 6 462 km2.